# St. Johann im Pongau
St. Johann im Pongau est une ville autrichienne, le centre administratif du district de St. Johann im Pongau dans l'État de Salzbourg.

## Géographie
St. Johann est située dans la large vallée de la Salzach au sud de la ville voisine de Bischofshofen, à 52 km au sud de la capitale régionale de Salzbourg. Le territoire communal s'étend au pied des Alpes orientales centrales (les montagnes des Hohe et des Niedere Tauern). La ville est une station de sports d'hiver du réseau de l'espace Salzburg Amadé Sport World.

## Histoire

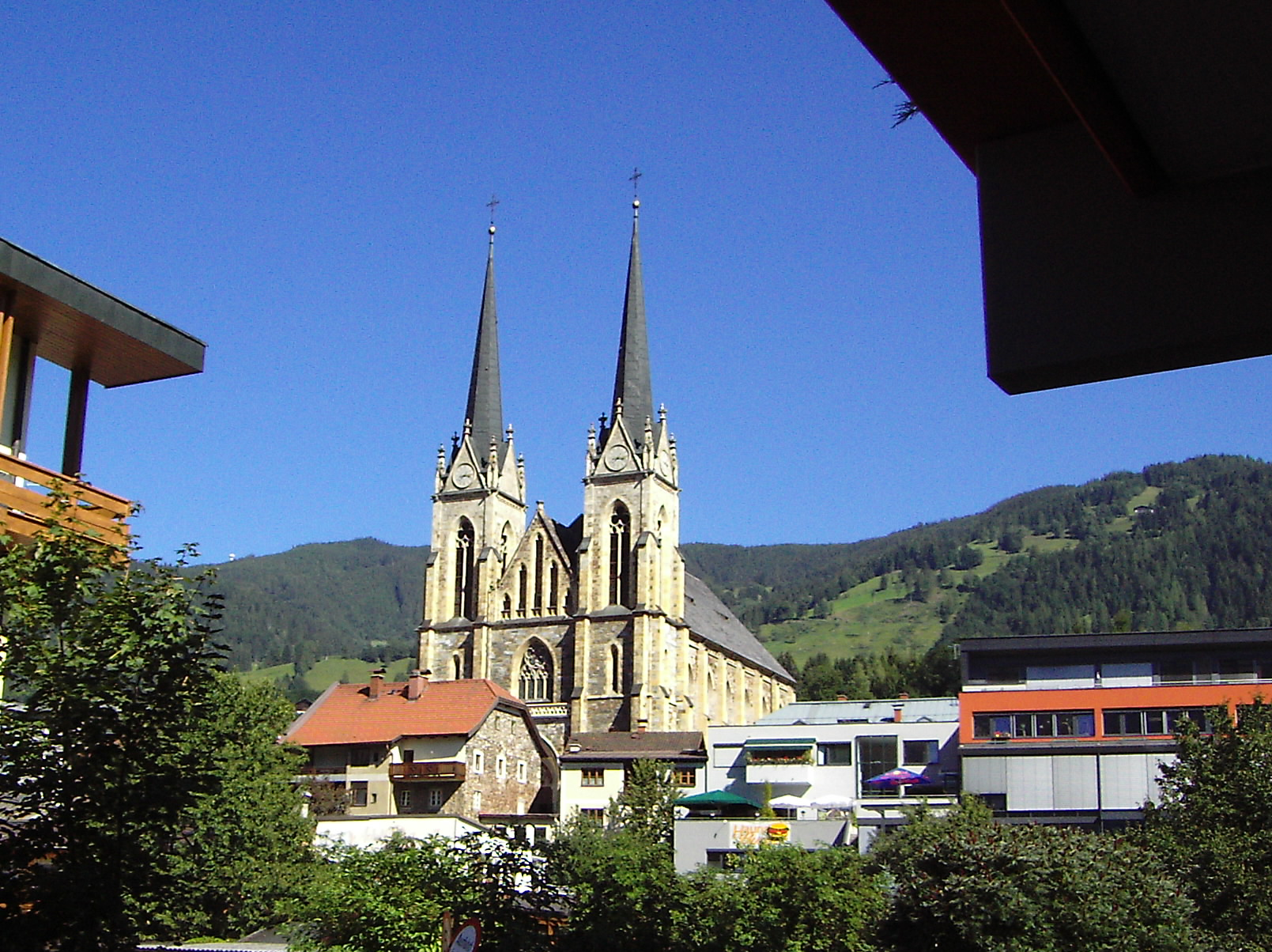
Église paroissiale de St. Johann im Pongau

La vallée était déjà peuplée dès l'âge de Bronze ; l'extraction du minerai de cuivre remonte à cette époque. Une première église dans la région est mentionnée dans les registres de l'archidiocèse de Salzbourg en 924, le lieu ad sanctum Johannem est évoqué pour la première fois en 1074. Faisant partie du prince-archevêché de Salzbourg pendant des siècles, St. Johann obtient le droit de tenir marché vers 1290.
Aux temps de la Réforme, les citoyens ont soutenu le Protestantisme ; néanmoins, la ville est attaquée et pillée pendant la guerre des Paysans allemands en 1525. Un grand nombre des protestants (Exulanten) ont dû quitter leur pays face à la Contre-Réforme conduite par les princes-archevêques de Salzbourg à partir de 1731.
Le 24 juin 2000, St. Johann a reçu le statut légal de ville.

## Culture
Cette commune comporte un héliport qui a servi aux sept saisons de la série télévisée Medicopter.

## Personnalités
- Petra Kronberger (née 1969), skieuse alpine ;
- Mirjam (née 1992) et Joachim Puchner (né 1987), skieurs.